# Горемыкин, Вилий Петрович
Ви́лий Петро́вич Горемы́кин (19 июня 1931, Москва — 6 июля 1989, Страсбург) — советский кинооператор, лауреат Государственных премий СССР (1977) и РСФСР (1980).

## Биография
Родился в Москве 19 июня 1931 года. Отец Горемыкин Пётр Николаевич.
В 1954 году окончил Институт внешней торговли. С 1954 по 1955 год — инженер-экономист во Внешнеэкономическом объединении «ПРОМСЫРЬЕИМПОРТ».
С 1955 года учился на кинооператорском факультете ВГИКа (мастерская Б. И. Волчека), который окончил в 1960 году с красным дипломом.
С 1960 года и до последних дней жизни работал на телевидении. Сначала кинооператором отдела производства фильмов Московского телевизионного центра, а затем кинооператором отдела «Хроника» творческого объединения «Экран» Госкомитета СССР по телевидению и радиовещанию.
Работал в горячих точках — во время боевых действий во Вьетнаме (1966) и на корпункте в Афганистане (1982—1984). Посмертно награждён медалью «За боевые заслуги» (1989).
Скоропостижно скончался на рабочем месте 6 июля 1989 года в Страсбурге во время освещения визита М. С. Горбачёва во Францию. Похоронен в Москве на Армянском кладбище.

## Фильмография (выборочно)
ЦСДФ
- 1957 — Москва и москвичи
- 1958 — Декада киргизского искусства
- 1958 — Битва за урожай
- 1958 — Венгерский балет на льду
- 1959 — Утро нашего города
- 1959 — Бортовой 812

ТЕЛЕВИДЕНИЕ
- 1960 — Если позовет товарищ
- 1960 — Яблоневая ветка
- 1961 — Пионерский парад
- 1961 — Дом-музей Пушкина
- 1961 — В парках столицы
- 1961 — Книги друзей
- 1961 — Пусть стучит сердце
- 1961 — Юность большого чая
- 1962 — Они будут стараться
- 1962 — Леокадия Масленникова
- 1962 — 348-й не отвечает
- 1963 — Тайны Черного моря
- 1963 — Ударные комсомольские
- 1964 — Экипаж машины боевой
- 1964 — Генуя встречается с Москвой
- 1964 — Дорога дружбы
- 1965 — Династия солдат
- 1965 — Кибернетика и мозг
- 1965 — Дружба всего дороже
- 1965 — Рождение номера
- 1965 — Скульптор Вл. Цигель
- 1965 — Эстафеты боевой славы
- 1965 — 14-й Европейский
- 1965 — Труд ученого
- 1965 — Вторая встреча
- 1966 — 10 дней в Канаде
- 1967 — В стране гремящего неба
- 1968 — Знакомьтесь, Панама
- 1977 — Наша биография
- 1977 — Трудная земля
- 1978 — Обновление; полнометражный
- 1979 — Первые всходы
- 1980 — Вторая целина
- 1981 — Дом за околицей
- 1982 — Пятая весна
- 1985 — Трудная дорога в завтра

## Звания и награды
- Государственная премия СССР (1977) — за художественно-публицистическое освещение освещение общественно-политических событий во Всесоюзной телевизионной программе «Время»
- Государственная премия РСФСР имени братьев Васильевых (1980) — за операторскую работу в цикле документальных телефильмов; «Русское поле», «Трудная земля», «Обновление», «Первые всходы», «Вторая целина», «Дом за околицей»
- медаль «За боевые заслуги» (1989)